# Automatización industrial
La automatización industrial (automatización: del griego antiguo auto, ‘guiado por uno mismo’) es el uso de sistemas o elementos computarizados, electromecánicos, electroneumáticos y electrohidráulicos para fines
industriales. Como una disciplina de la ingeniería más amplia que un sistema de control, abarca la instrumentación industrial, que incluye los sensores, los transmisores de campo, los sistemas de control y supervisión, los sistemas de transmisión y recolección de datos y las aplicaciones de software en tiempo real para supervisar y controlar las operaciones de plantas o procesos industriales.

## Automatización
La automatización se sirve de tecnología, sistemas de accionamiento motorizados y robots, para reemplazar manuales por procesos automáticos o semiautomáticos. La automatización industrial permite el ahorro de tiempo, recursos y la disminución de costes derivados del fallo humano en procesos industriales.
Ahora bien, ¿físicamente cómo se ve un sistema automatizado? La respuesta que se nos viene a la mente a la mayoría son brazos robóticos de ensamblaje y cosas demasiado sofisticadas, pero en verdad puede ser cualquier cosa que se imagine con algunos de los elementos dichos, un claro ejemplo puede ser que una puerta se cierre automáticamente de la forma que se desee, si se hace de forma neumática sería necesario un compresor, un pistón acoplado a la puerta y algo que accione dicho pistón, y si fuese eléctrico con motores e interruptores. Otro ejemplo básico es un elevador.
En la industria como en cualquier caso en que se necesite automatizar no solo es necesario que la máquina o lo que fuere cumpla con su rol, sino también que sea seguro y preciso; un brazo robótico de ensamblaje tiene que tener una gran precisión; un elevador tiene que ser seguro, por ejemplo si alguien está ingresando al elevador no tiene que moverse si una persona llamase el elevador en otro piso.
¿Para qué alguien querría un sistema semiautomatizado? Es cómodo que algún aparato haga las cosas sin que haya que estar presentes para ejecutarlo, pero a veces es importante tener algún tipo de control sobre lo que hace una máquina; así, en un tren subterráneo se puede hacer que acelere y frene en las paradas, pero si alguien por algún motivo termina entre las vías al sistema automatizado no le interesará, ya que no está diseñado para ello, y ahí es donde el maquinista puede actuar.

## Tipos de automatización industrial
Tras hacer un repaso de la historia y la definición de la automatización industrial, repasaremos los tipos de sistemas a través de los cuales conseguir la automatización industrial:

## Sistema de automatización fija
Utilizado en los casos en los que el proceso de fabricación que vaya a desempeñar este sistema sea largo y sea específico. Con estos sistemas es muy difícil facilitar las modificaciones en el diseño del producto.

## Sistema de automatización programable
Se utiliza cuando es necesaria una reprogramación del sistema pasado un tiempo. Mayoritariamente usado en la fabricación de lotes con diferentes especificaciones y características.

## Sistema de automatización flexible
Versión mejorada de la automatización programable. El cambio de patrones se produce de una manera sencilla y rápida y se pueden fabricar mezclas de diferentes productos sin perder mucho tiempo.

## Sistema de automatización integrada
Conjunto de máquinas, procesos y datos totalmente independientes que trabajan de manera sincronizada bajo un único sistema de control. Es el máximo a lo que aspira un proceso de automatización industrial.
A través de uno de estos sistemas conseguiremos alcanzar los objetivos de la automatización industrial.

## Antecedentes históricos

### Prehistoria
Las primeras máquinas simples sustituían una forma de esfuerzo en otra forma que fueran manejadas por el ser humano, tal como levantar un objeto pesado con un sistema de poleas o con una palanca. Posteriormente las máquinas fueron capaces de sustituir la energía humana o animal por formas naturales de energía renovable, tales como el viento, las mareas, o un flujo de agua.
Todavía después, algunas formas de automatización fueron controlados por mecanismos de relojería o dispositivos similares utilizando algunas formas de fuentes de poder artificiales —algún resorte, un flujo canalizado de agua o vapor para producir acciones simples y repetitivas, tal como figuras en movimiento, creación de música, o juegos—. Dichos primeros dispositivos caracterizaban a figuras humanas, fueron conocidos como autómatas y datan posiblemente del año 300 a. C.

### SigloXIX
En 1801, la patente de un telar automático utilizando tarjetas perforadas fue dada a Joseph Marie Jacquard, quien revolucionó la Industria textil.
La parte más visible de la automatización actual puede ser la robótica industrial. Algunas ventajas son repetitividad, control de calidad más estrecho, mayor eficiencia, integración con sistemas empresariales, incremento de productividad, y reducción de trabajo humano. Algunas desventajas son requerimientos de un gran capital, decremento severo en la flexibilidad, y un incremento en la dependencia del mantenimiento y reparación. Por ejemplo, Japón ha tenido necesidad de retirar muchos de sus robots industriales cuando encontraron que eran incapaces de adaptarse a los cambios dramáticos de los requerimientos de producción, no siendo posible justificar sus altos costos iniciales

### SigloXX
Ya en el siglo XX comenzó a desarrollarse una diferenciación entre la primera revolución industrial, cuyo núcleo estaba centrado en la mecanización (máquina de vapor, telar mecánico) y se inició a fines del siglo XVIII, y lo que se llamó recientemente la Segunda Revolución Industrial (en la segunda mitad del siglo XX) que se centraba en torno a la automatización de la industria.
La automatización había existido por muchos años en una escala pequeña, y para mediados del siglo XX aún utilizaba mecanismos simples para automatizar tareas sencillas de manufactura. El concepto solamente llegó a ser realmente práctico con la adición (y evolución) de las computadoras digitales, cuya flexibilidad permitió manejar cualquier clase de tarea. Las computadoras digitales con la combinación requerida de velocidad, poder de cómputo, precio y tamaño, como para ser aplicadas en la industria, empezaron a aparecer en la década de los años 1960. Antes de ese tiempo, las computadoras industriales eran exclusivamente computadoras analógicas y computadoras híbridas. Desde entonces las computadoras digitales tomaron el control de la mayoría de las tareas simples, repetitivas, tareas semiespecializadas y especializadas, con algunas excepciones notables en la producción e inspección de alimentos. Como un famoso dicho anónimo dice, "para muchas y muy cambiantes tareas, es difícil reemplazar a los seres humanos, quienes son fácilmente vueltos a entrenar dentro de un amplio rango de tareas, más aún, son producidos a bajo costo por personal sin entrenamiento".

## La automatización y el cuerpo humano
Existen muchos trabajos que no presentan el riesgo inmediato de la automatización. Ningún dispositivo que haya sido inventado puede competir,  en la precisión y certeza en muchas tareas, contra el ojo humano; tampoco contra el oído humano. Cualquier persona puede identificar y distinguir mayor cantidad de esencias que cualquier dispositivo automático. Las habilidades para el patrón de reconocimiento humano, reconocimiento de lenguaje y producción de lenguaje se encuentran más allá de cualquier expectativa de los ingenieros de automatización.

## Tecnologías que componen la automatización industrial

### Electricidad industrial
La electricidad industrial se refiere a la generación, distribución y uso de energía eléctrica en entornos industriales y comerciales. Involucra una serie de procesos, equipos y sistemas diseñados para satisfacer las necesidades de energía eléctrica en instalaciones industriales, plantas manufactureras, fábricas, almacenes y otros entornos similares. Esta energía se utiliza para alimentar maquinaria, equipos de iluminación, sistemas de climatización, sistemas de control y automatización, entre otros.
La electricidad industrial puede ser de baja, media o alta tensión, dependiendo de los requisitos específicos de la instalación y de las demandas de energía. Los sistemas eléctricos industriales suelen estar diseñados para ser robustos y confiables, ya que las interrupciones en el suministro eléctrico pueden tener un impacto significativo en la productividad y la eficiencia de las operaciones industriales.
Fuentes:
- https://www.cursosaula21.com/que-hace-un-tecnico-electricista-industrial/
- https://www.idat.edu.pe/blog/que-hace-un-profesional-en-electricidad-industrial

### Neumática industrial
La neumática industrial es una rama de la ingeniería que se enfoca en el uso y control del aire comprimido para la automatización de procesos industriales. Utiliza la presión del aire para crear movimiento y controlar diversos mecanismos y sistemas en entornos industriales. La neumática industrial es especialmente útil en situaciones en las que se requiere fuerza y movimiento lineal o rotativo.
En la neumática industrial, se utilizan componentes como compresores de aire para generar aire comprimido, cilindros neumáticos para crear movimiento lineal, motores y actuadores neumáticos para generar movimiento rotativo, válvulas neumáticas para controlar el flujo de aire y otros elementos como filtros y reguladores para garantizar un funcionamiento eficiente del sistema.
Los sistemas neumáticos son conocidos por su simplicidad, velocidad y capacidad de respuesta en comparación con otros sistemas de automatización. Son ampliamente utilizados en la industria manufacturera y en diversas aplicaciones, como la manipulación de materiales, la automatización de líneas de producción, el control de maquinaria, la robótica industrial y más.
Es importante tener en cuenta que la neumática está relacionada con el uso del aire comprimido, mientras que la hidráulica involucra el uso de líquidos, generalmente aceite, para lograr el control y la automatización en sistemas industriales.
Fuentes:
- https://acpautomatismos.com/que-es-la-neumatica-industrial/
- https://hntools.es/ayuda-y-consejos/neumatica/
- https://todoparalaindustria.com/blog/que-es-la-neumatica/

### Oleohidráulica industrial
La oleohidráulica industrial, también conocida como hidráulica industrial, es una rama de la ingeniería que se ocupa del uso y control de fluidos, generalmente aceites, para transmitir energía y realizar trabajo en sistemas y maquinaria industriales. A diferencia de la neumática, que utiliza aire comprimido, la oleohidráulica se basa en la incompresibilidad de los líquidos para transmitir fuerza y movimiento de manera eficiente.
En la oleohidráulica industrial, se utilizan componentes como bombas hidráulicas para generar flujo de líquido, cilindros hidráulicos para crear movimiento lineal, motores hidráulicos para generar movimiento rotativo, válvulas hidráulicas para controlar el flujo y la dirección del fluido, y otros elementos como acumuladores y filtros para optimizar el funcionamiento del sistema.
La principal ventaja de la oleohidráulica es su capacidad para manejar cargas pesadas y transmitir fuerza en distancias considerables con precisión y control. Es ampliamente utilizada en una variedad de aplicaciones industriales, como prensas, grúas, máquinas de construcción, maquinaria agrícola, sistemas de elevación y muchas otras áreas donde se requiere una alta potencia y control preciso.
Al igual que en la neumática, es importante resaltar que la oleohidráulica se basa en la transmisión de energía a través de fluidos, pero en este caso se utiliza aceite u otros líquidos hidráulicos en lugar de aire comprimido.
Fuentes:
- https://tecnologiapirineos.blogspot.com/2013/01/oleohidraulica.html
- http://www.aero.ing.unlp.edu.ar/laclyfa/Carpetas/Catedra/Archivos/Hidaulica%20A.pdf
- https://montevideo.gub.uy/sites/default/files/Oleohidraulica.pdf

### Autómatas programables
Los autómatas programables, también conocidos como PLC (Controladores Lógicos Programables, por sus siglas en inglés), son dispositivos electrónicos utilizados en la automatización industrial para controlar y supervisar procesos y sistemas en una amplia gama de aplicaciones. Estos dispositivos son esenciales para controlar y automatizar máquinas y procesos en la industria manufacturera, la automatización de edificios, la industria de alimentos y bebidas, la industria química, la industria automotriz y muchas otras.
Un autómata programable consta de componentes electrónicos, como una unidad de procesamiento central, entradas y salidas digitales y analógicas, memoria y un sistema de comunicación. La programación del autómata se realiza mediante un software de programación, donde se definen las instrucciones y la lógica que el controlador debe seguir para llevar a cabo diversas tareas.
Las principales funciones de los autómatas programables incluyen:
1. Control de procesos: Los PLC pueden supervisar y controlar secuencias de procesos industriales, como la fabricación de productos, la automatización de líneas de montaje y el control de maquinaria.
2. Lógica y secuenciación: Los autómatas programables pueden implementar lógica booleana para tomar decisiones basadas en entradas y condiciones específicas, permitiendo la ejecución secuencial de acciones.
3. Control de movimiento: Pueden controlar sistemas de movimiento, como motores y actuadores, para lograr movimientos precisos en máquinas y equipos.
4. Comunicación: Los PLC pueden interactuar con otros dispositivos y sistemas a través de protocolos de comunicación, lo que permite la integración de sistemas en una línea de producción o una instalación industrial más amplia.
5. Supervisión y monitoreo: Muchos PLC permiten la supervisión en tiempo real y la recopilación de datos para el análisis de rendimiento y la toma de decisiones informadas.
La programación de un autómata se realiza utilizando lenguajes de programación específicos, como lenguajes de relés, lenguajes de esquemas de contactos o lenguajes de programación más avanzados como el Ladder Logic, el Instruction List y otros.
En resumen, los autómatas programables son elementos esenciales en la automatización industrial, permitiendo la creación de sistemas de control flexibles y adaptables que mejoran la eficiencia, la precisión y la seguridad en una variedad de procesos y aplicaciones industriales.
Fuentes:
- https://www.cursosaula21.com/que-es-un-plc/
- https://mecmod.com/automatas-programables-y-el-sector-industrial/

### Comunicaciones industriales
Las comunicaciones industriales se refieren a los sistemas y tecnologías utilizadas para transmitir información y datos entre dispositivos, equipos y sistemas en entornos industriales. Estas comunicaciones son fundamentales para la automatización y el control eficiente de procesos en diversos campos industriales, como la fabricación, la energía, la producción, la logística y más.
En el contexto de las comunicaciones industriales, los dispositivos pueden incluir sensores, actuadores, controladores, PLC (Controladores Lógicos Programables), sistemas SCADA (Supervisory Control and Data Acquisition), HMI (Interfaces de Operador Human-Máquina), robots industriales, sistemas de control de procesos, entre otros. La capacidad de estos dispositivos para comunicarse entre sí y con sistemas de supervisión y control centralizados es esencial para optimizar la producción, mejorar la eficiencia y garantizar la seguridad en las operaciones industriales.
Algunos conceptos clave en las comunicaciones industriales incluyen:
1. Protocolos de comunicación: Son conjuntos de reglas y normas que definen cómo los dispositivos se comunican y transmiten datos entre sí. Ejemplos de protocolos industriales son Modbus, Profibus, Ethernet/IP, CAN (Control Area Network), entre otros.
2. Redes industriales: Son infraestructuras de comunicación que conectan dispositivos y sistemas dentro de una instalación industrial. Estas redes pueden ser cableadas o inalámbricas y están diseñadas para ofrecer velocidades y capacidades de transmisión de datos adecuadas para las necesidades industriales.
3. Topologías de red: Refiere a la estructura física y lógica de la red, como bus, estrella, anillo, malla, etc., que determina cómo los dispositivos se conectan y se comunican entre sí.
4. Sistemas SCADA y HMI: Estos sistemas permiten la supervisión y el control de procesos industriales. Los operadores pueden monitorear el estado de los dispositivos y procesos en tiempo real y tomar decisiones informadas basadas en los datos proporcionados por estos sistemas.
5. Internet de las cosas industrial (IIoT): La interconexión de dispositivos y sistemas en la industria a través de Internet permite la recopilación, el análisis y el intercambio de datos para mejorar la eficiencia y el rendimiento de los procesos.
En resumen, las comunicaciones industriales son esenciales para lograr la automatización, la eficiencia y el control en entornos industriales. Permiten la transferencia de datos críticos que ayuda en la toma de decisiones, la optimización de procesos y la mejora general de la productividad en diversas industrias.
Fuentes:
- https://www.cursosaula21.com/que-son-las-redes-de-comunicacion-industrial/
- https://www.sicma21.com/que-son-las-redes-de-comunicacion-industrial/

### Robótica industrial
La robótica industrial se refiere al campo de la ingeniería y la automatización que se ocupa del diseño, construcción, programación y operación de robots en entornos industriales y de manufactura. Los robots industriales son máquinas programables que pueden llevar a cabo tareas repetitivas, precisas y peligrosas en líneas de producción, almacenes y otros entornos industriales.
Los robots industriales están diseñados para realizar una variedad de tareas, como soldadura, ensamblaje, manipulación de materiales, embalaje, pintura, inspección de calidad y muchas otras actividades que requieren fuerza, precisión y velocidad. Estos robots están equipados con sensores, actuadores y sistemas de control que les permiten interactuar con su entorno y ejecutar tareas específicas de acuerdo con las instrucciones de programación.
Características y componentes clave de la robótica industrial incluyen:
1. **Manipuladores y brazos robóticos**: Estas son las partes mecánicas que permiten que el robot se mueva y realice tareas. Pueden tener múltiples articulaciones y grados de libertad para lograr movimientos complejos.
2. **Sensores**: Los robots industriales pueden estar equipados con sensores como cámaras, sensores de proximidad, sensores de fuerza y más. Estos sensores permiten al robot detectar y adaptarse a su entorno y a los objetos con los que interactúa.
3. **Actuadores**: Son los componentes que permiten que el robot ejecute movimientos y acciones. Estos pueden incluir motores eléctricos, servomotores y otros mecanismos de actuación.
4. **Controladores**: Los robots industriales son controlados por sistemas electrónicos y software especializado. Los controladores permiten programar el comportamiento del robot y gestionar sus movimientos y acciones.
5. **Programación**: La programación de robots industriales implica definir las secuencias de movimientos y acciones que el robot debe realizar para llevar a cabo una tarea específica. Esto se puede hacer a través de lenguajes de programación específicos o mediante interfaces gráficas.
6. **Seguridad**: La seguridad es una consideración clave en la robótica industrial. Los robots suelen estar equipados con sistemas de seguridad como paradas de emergencia, sensores de colisión y zonas de trabajo restringidas para garantizar la seguridad de los operadores y otros trabajadores.
La robótica industrial ha revolucionado la industria manufacturera al mejorar la eficiencia, la calidad y la consistencia en la producción. Los robots permiten realizar tareas repetitivas de manera más rápida y precisa, lo que a su vez libera a los trabajadores humanos para tareas más creativas y estratégicas.
Fuentes:
- https://infaimon.com/blog/
- https://www.beetrack.com/es/blog/robotica-industrial-logistica
- https://es.wikipedia.org/wiki/Robot_industrial

## Sistemas de control distribuido
Existe un concepto fundamental y muy actual en torno a la automatización industrial y es el de DCS (sistemas de control distribuido). Un sistema de control distribuido está formado por varios niveles de automatización que van desde un mínimo de 3 hasta 5. Los mismos se denominan: nivel de campo (donde se encuentran los sensores y actuadores), nivel de control (donde se encuentran los PLCs o las Estaciones de Automatización), nivel de supervisión (donde se encuentran las Estaciones de Operación y los Servidores de Proceso), nivel MES (donde se encuentran PCs con softwares especializados para la distribución de toda la información de planta así como la generación de reportes)y el nivel ERP (donde se encuentran igualmente PCs con softwares especializados para la planificación y administración de la producción de toda la industria o empresa).
Se utilizan computadoras especializadas y tarjetas de entradas y salidas tanto analógicas como digitales para leer entradas de campo a través de sensores y para generar, a través de su programa, salidas hacia el campo a través de actuadores. Esto conduce para controlar acciones precisas que permitan un control estrecho de cualquier proceso industrial. (Se temía que estos dispositivos fueran vulnerables al error del año 2000, con consecuencias catastróficas, ya que son tan comunes dentro del mundo de la industria).

## Interfaces hombre-máquina
Las interfaces hombre-máquina (HMI) o interfaces hombre-computadora (CHI) suelen emplearse para comunicarse con los PLCs y con otras computadoras, para labores tales como introducir y monitorear temperaturas o presiones para controles automáticos o respuesta a mensajes de alarma. El personal de servicio que monitorea y controla estas interfaces son conocidos como ingenieros de estación y el personal que opera directamente en la HMI o SCADA (Sistema de Control y Adquisición de Datos) es conocido como personal de operación.

## Prueba de automatización
Otra forma de automatización que involucra computadoras es la prueba de automatización, donde las computadoras controlan un equipo de prueba automático que es programado para simular seres humanos que prueban manualmente una aplicación. Esto es acompañado por lo general de herramientas automáticas para generar instrucciones especiales (escritas como programas de computadora) que direccionan al equipo automático en prueba en la dirección exacta para terminar las pruebas.

## Automatización y política fiscal
Un estudio realizado por dos profesores de la Universidad de Ball State reveló que entre 2000 y 2010, alrededor del 87 % de las pérdidas de empleos en la industria manufacturera norteamericana se debían al incremento en  la eficiencia de las fábricas, proveniente de  la automatización y una mejor tecnología. Solamente un 13 % de las pérdidas de puestos de trabajo se debieron al comercio, de acuerdo con CNN.
Con la aceleración en la adopción de la tecnología de inteligencia artificial se espera que más personas sean desplazadas por la automatización en el futuro próximo; lo cual ha generado una discusión intensa de política pública en 2017. Bill Gates, el fundador de Microsoft, ha defendido la idea de que los robots deben pagar impuestos para compensar por el desempleo tecnológico. Por otro lado, Lawrence Summers, economista estadounidense, contestó a Bill Gates diciendo que cobrar impuestos de una actividad que genera riqueza no sería lógico, y lo que habría que hacer para enfrentar la pérdida de empleos, es invertir recursos en educación y reentrenamiento.

## Aplicaciones emergentes
La automatización de procesos tiene diversos campos de aplicación e involucra a múltiples ramas de la ingeniería. Gracias al avance de nuevas tecnologías emergentes en el contexto de la Industria 4.0 como son Internet de la Cosas (IoT / IIoT), machine learning, inteligencia artificial, big data, sistemas computacionales en la nube, realidad virtual y aumentada, blockchain, robótica, conectividad 5G, ciberseguridad, entre otros, se hace posible la apertura de nuevos campos de aplicación, donde se busca optimizar los procesos productivos, fortalecer la cadena de valor, aumentar la eficiencia operacional y mejorar la productividad de las empresas. Así tenemos por ejemplo:

### Minería automatizada
La minería automatizada implica la eliminación del trabajo humano del proceso minero. La industria minera está en la transición hacia la automatización. La minería automatizada es un término general que se refiere a dos tipos de tecnología. El primer tipo se refiere a la automatización de procesos y software; el segundo tipo se ocupa de aplicar la tecnología robótica a los vehículos y equipos mineros.

### Automatización de los procesos de negocio
La automatización de los procesos de negocio es la automatización industrial de los procesos de negocio complicados a través de la habilitación de tecnología. Se puede optimizar un negocio para hacerlo más sencillo, lograr transformación digital, aumentar calidad en el servicio, mejorar los servicios repartidos o contener los costos. Automatización de los procesos de negocio puede conseguir la integración de aplicaciones, la reestructuración de la fuerza laboral y usar software de aplicación a través de toda la organización. Se puede implementar la automatización de los procesos de negocio en varias áreas que incluyen mercadotecnia, ventas y flujo de trabajo.

### Platooning
Platooning es la construcción de una autovía automatizada. El platooning reduce la distancia entre vehículos empleando para ello enganches electrónicos, y también, posiblemente dispositivos mecánicos. Este mecanismo permite que los vehículos engarzados  puedan acelerar o frenar síncronamente, de tal forma que se elimina la distancia de reacción necesaria para los humanos, permitiendo insertar una mayor cantidad de vehículos en las carreteras. La puesta en circulación de este sistema de transporte necesita de la adquisición de nuevos vehículos o de la modificación de los actuales para que pueda implementarse en ellos el platooning. Los vehículos inteligentes permitirán, debido a sus sistemas de inteligencia artificial a bordo, incluirse o abandonar los platoons.

## Métodos
El diseño, implementación y puesta en marcha de máquinas y plantas están específicamente orientados para la automatización. Los métodos y soluciones son el resultado de un modelo generalizado de observación de sistemas físicos reales. Los métodos de la técnica de automatización están, en parte, adaptados a ciertos procesos específicos.

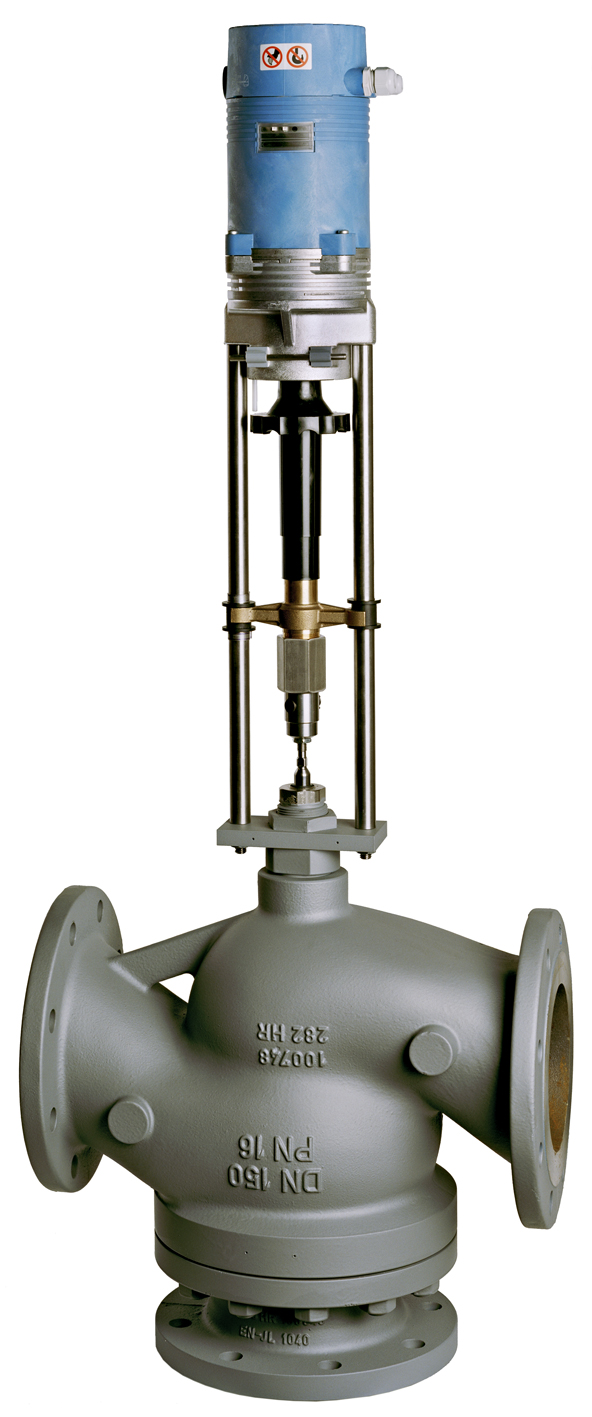
Válvula de control como actuador en un proceso automatizado.

La mayoría de los métodos generales modernos de automatización de procesos utilizan modelos teóricos o experimentales de procesos en forma analítica. Sobre la base de estos modelos, los métodos para el diseño y la puesta en marcha de varias funciones de automatización pueden fundamentarse científicamente. Estos incluyen métodos tales como:
- Identificación y estimación de parámetros
- Control adaptativo
- Seguimiento y diagnóstico
- Lógica difusa
- Algoritmos evolutivos
- Redes neuronales artificiales

Los sistemas de automatización basados en la ciencia han dado lugar a modelos de regulación y control (autoajustables o continuamente adaptables) que se autosupervisan y proporcionan funciones de diagnóstico.
Los métodos orientados a procesos se utilizan para desarrollar dispositivos y sistemas mecatrónicos. Estos incluyen, por ejemplo, el modelado asistido por ordenador, la simulación y el control digital de robots, máquinas herramienta, Motores de combustión interna, vehículos de motor, accionamientos hidráulicos, neumáticos y eléctricos, donde se desarrollan métodos de diagnóstico probados en la práctica. La solución de automatización debe utilizar la infraestructura existente y adaptarse a los procesos existentes. De particular importancia son el desarrollo y la prueba de métodos de "inteligencia computacional", es decir, una combinación de lógica difusa, redes neuronales y algoritmos de optimización evolutiva.

## Importancia económica y social
La automatización y la racionalización van de la mano. En la producción disminuye el trabajo manual, aumenta la productividad y disminuyen los costes laborales. La automatización para cualquier rama económica es una causa importante de la disminución del volumen de trabajo como consecuencia del aumento de la productividad. La automatización también crea nuevos puestos de trabajo. Hay nuevas máquinas y sistemas con un mayor grado de automatización y suelen tener un mercado más grande. Las plantas y máquinas automatizadas tienen un ciclo de producción corto y pueden actualizarse y adaptarse fácilmente a nuevos productos.
Los éxitos y la importancia de las industrias clave son posibles gracias a las constantes mejoras en la automatización.
Las máquinas reducen la proporción de trabajo monótono para los humanos.
También la automatización no se limita solo a las aplicaciones industriales, por ejemplo; en el ámbito de los servicios de pago automático en bancos, o la factura de la luz autogenerada. Además, muchas de las actividades del hogar (por ejemplo, lavar la ropa con una lavadora) o de la vida cotidiana (ajustar la presión de los frenos de un vehículo motorizado con un sistema antibloqueo de frenos (ABS) y/o ESP) han surgido como resultado de la proliferación de procesos de automatización.